# Plan de Veracruz (1832)
El Plan de Veracruz fue un pronunciamiento realizado, el 2 de enero de 1832, por el comandante militar Ciriaco Vázquez, su objetivo era destituir a los ministros del gabinete presidencial del vicepresidente Anastasio Bustamante quien fungía como titular del Poder Ejecutivo de los Estados Unidos Mexicanos, así como desconocer a este del cargo. Cinco días más tarde, el verdadero instigador, Antonio López de Santa Anna, se autonombró "portavoz" de los inconformes adhiriéndose al plan y encabezado un levantamiento armado. Aunque en un principio el plan y el levantamiento fueron repudiados por la mayor parte de las guarniciones y legislaturas de los Estados de la república, poco a poco las fuerzas políticas y militares cambiaron de opinión y se unieron a lucha en contra del régimen centralista que había imperado durante la administración bustamantista.    

## Marco histórico
En 1828, las elecciones presidenciales favorecieron a Manuel Gómez Pedraza, sin embargo no llegó a tomar posesión del cargo debido al Plan de Perote y al motín de la Acordada que apoyaron a Vicente Guerrero. De esta forma, el Congreso de la Unión, en una clara transgresión al orden constitucional, declaró presidente a Vicente Guerrero y vicepresidente a Anastasio Bustamante en abril de 1829. El 4 de diciembre del mismo año se proclamó el Plan de Jalapa, a consecuencia del mismo, Guerrero fue destituido de su puesto y Bustamante asumió la titularidad del Poder Ejecutivo. De nueva cuenta, el Congreso transgredió el orden constitucional al aceptar oficialmente estos sucesos. En marzo de 1830, la Guerra del Sur inició por los inconformes que simpatizaban con Guerrero y que se habían pronunciado a través del Plan de Codallos. Tras varios meses de lucha, la guerra terminó con la victoria para los bustamantistas.
El régimen de Bustamante implementó una política centralista orquestada primordialmente por el ministro de Relaciones Interiores y Exteriores, Lucas Alamán, por su parte, el ministro de Guerra, José Antonio Facio emprendió una persecución a los opositores, aprehendido y exiliando a quienes se consideraban enemigos del partido de los "hombres de bien". El ministro de Hacienda era Rafael Mangino, y el de Justicia y Gracia era José Ignacio Espinosa Vidaurre.

## Pronunciamiento
Los oficiales de la guarnición de Veracruz y del fuerte de San Juan de Ulúa se reunieron en la casa del coronel Pedro Landero en donde acordaron:
a) Apoyar la Constitución Federal de los Estados Unidos Mexicanos de 1824 tal y como lo indicaba el Plan de Jalapa.
b) Exigir al vicepresidente Bustamante la remoción de todos sus ministros que habían implementado un régimen centralista y "tolerador de los atentados cometidos contra la libertad".
c) Serían comisionados dos jefes de la guarnición para suplicar al general Antonio López de Santa Anna tomar el mando superior de las armas.
d) Sería el mismo Santa Anna quien dirigiría el acta y exposiciones al vicepresidente Bustamante y demás autoridades.
Santa Anna, quien era en realidad el instigador oculto del pronunciamiento, aceptó la invitación y comenzó las comunicaciones con el vicepresidente Bustamante. Presentándose como un simple portavoz del sentir general de los pronunciados, propuso un nuevo gabinete: Sebastián Camacho para el Ministerio de Relaciones, Melchor Múzquiz para el Ministerio de Guerra, Francisco García Salinas para el Ministerio de Hacienda, y a Valentín Gómez Farías para el Ministerio de Gracia y Justicia. La prensa criticó severamente a Santa Anna, a quien comparó con el político romano Catilina. Bustamante ganó tiempo negociando con Santa Anna intentando detener el inicio de una guerra civil, al mismo tiempo, ordenó a Facio desplazar un contingente de 4000 hombres a la ciudad de Jalapa para poder detener el posible avance de los rebeldes.
El 24 de febrero, los rebeldes incautaron un convoy con municiones, dinero y víveres, en las inmediaciones de Puente Nacional. Pero fueron derrotados el 3 de marzo por las fuerzas de los generales José María Calderón y José Antonio Facio; Santa Anna logró escapar a Veracruz. A partir de entonces, decidió atrincherarse en los baluartes del puerto y en el fuerte de San Juan de Ulúa. Su estrategia funcionó, para mediados de mayo, José María Calderón tuvo que levantar el sitio de Veracruz pues su ejército había sido diezmado por la lluvia, el calor, los mosquitos y las enfermedades.

## Reacciones y consecuencias
A pesar de que el plan fue repudiado, en un principio, por las guarniciones de Toluca, Tejupilco, Puebla, Guanajuato, Querétaro, Michoacán, Tlaxcala, Jalisco, Acapulco, Oaxaca y Aguascalientes, poco a poco, comenzaron las adhesiones. El 10 de marzo, la guarnición de Pueblo Viejo se pronunció a favor del plan y puso preso al comandante Ignacio Mora. El día 19, el general José Esteban Moctezuma —que había sido enviado para pacificar a las guarniciones de Tamaulipas—, optó por adherirse al plan para combatir al gobierno centralista. Mientras tanto, el general Manuel Mier y Terán y el gobernador de San Luis Potosí, Zenón Fernández comenzaron a preparar tropas para enfrentar a Moctezuma, en primera instancia se enviaron comisionados para entablar un diálogo con los rebeldes.
Los gobiernos de los estados de Zacatecas y Jalisco decidieron unirse al Plan de Veracruz, con la variante de llamar a Manuel Gómez Pedraza para ocupar la presidencia y dar marcha atrás a los transgresiones constitucionales que se habían perpetrado. Gómez Farías y García Salinas convencieron al general Ignacio Inclán para que este se pronunciara en Lerma, pero su movimiento fue pacificado por Mariano Arista. El 17 de mayo, con la excepción de Mangino en Hacienda, los ministros renuncian a sus puestos, siendo los oficiales mayores quienes pasan a ser encargados de despacho; no obstante la prensa y la opinión pública consideraron que todo se trataba de una maniobra política, pues se creyó que los exministros continuarían ejerciendo sus cargos desde sus domicilios particulares.
En el mes de junio, el general Mariano Martínes de Lejarza se alzó en armas en Tabasco apoyando el Plan de Veracruz, y tomó la capital del estado posecionándose de la Comandancia General, logrando repeler un ataque de las fuerzas de los gobernadores bustamantistas de Yucatán y Chiapas. El 12 de junio, poco antes de confrontarse nuevamente las fuerzas de Santa Anna y de José María Calderón, se logró firmar un armisticio en Corral Falso gracias a la intervención de Juan Francisco Bautista Caraza. Las fuerzas del gobierno regresaron al Encero y las fuerzas rebeldes a Paso de Ovejas, el Puente Nacional quedó como territorio neutral. 
El gobierno designó a Sebastián Camacho y Guadalupe Victoria como mediadores. Manuel Mier y Terán que enfrentaba adicionalmente a los colonos de Texas que se habían pronunciado por el Plan de Veracruz intentó extender el armisticio con Esteban Moctezuma, pero este último se negó. De forma sorpresiva, Mier y Terán —quien se consideraba un fuerte candidato a la presidencia— tomó la decisión de suicidarse el 3 de julio. El 9 de julio, el coronel Antonio Barragán se unió a la sublevación en Valle del Maíz. Mientras las negociaciones en Puente Nacional habían llegado a un impasse, en San Luis Potosí, Moctezuma derrotó a las fuerzas del gobierno en el Pozo de los Carmelos, durante esta acción murió el general Pedro Otero. El gobernador Zenón Fernández se vio forzado a huir a Querétaro.
El 6 de agosto, el vicepresidente Bustamante solicitó licencia al Congreso para tomar el mando del ejército y enfrentar personalmente la rebelión. Al día siguiente, Melchor Múzquiz fue nombrado presidente interino de la República, tomó posesión formal el día 14. Pocos días después, el estado de Guanajuato se declaró neutral, Manuel Prieto en Morelia se unió al plan, mientras que Sebastián Camacho se deslindó de Santa Anna proclamando su fidelidad al gobierno de Bustamante. La primera compañía de Chihuahua y la colonia de Austin en Texas se pronunciaron a favor de la rebelión. El 12 de agosto, el general Juan Álvarez se pronunció a favor del plan en el fuerte de San Diego de Acapulco.
En la zona de Tulancingo y Zacatlán, el general Gabriel Valencia defeccionó a la confianza de Bustamante y se unió a la rebelión. El 8 de septiembre, el comandante Cirilo Gómez Anaya partió de la capital para combatirlo. El 10 de septiembre, Nicolás Bravo logró establecer un armisticio con Juan Álvarez, no obstante, el 16 de septiembre los gobiernos de Yucatán, Tabasco y Campeche se levantaron en favor del pronunciamiento de Zacatecas y del Plan de Veracruz. El 18 de septiembre se libró la batalla de El Gallinero, Bustamante logró infligir una fuerte derrota a José Esteban Moctezuma, cuyo ejército tuvo un total de 2800 bajas, incluyendo muertos, heridos y prisioneros. A pesar de haber obtenido la victoria, al día siguiente, el vicepresidente dirigió una carta a la Cámara de Diputados presentando su renuncia a la titularidad del Poder Ejecutivo, aduciendo que de esta forma se eliminaría todo pretexto para poner fin a la guerra, posteriormente se dirigió a San Luis Potosí.
En contraste, el 29 de septiembre, Santa Anna derrotó José Antonio Facio en la batalla de San Agustín del Palmar, los pronunciados se apoderaron de las armas, parque y pertrechos del exministro de Guerra. Pocos días después, la victoria volvió a favorecer a Santa Anna al confrontar al comandante y gobernador Juan José Andrade, quien había intentado detener el paso de las fuerzas rebeldes hacia la capital. Tras la capitulación de Andrade y la toma de Puebla, el presidente interino Melchor Múzquiz entabló conversaciones con Santa Anna para evitar la guerra en la capital del país. El 7 de noviembre, Gómez Pedraza arribó al puerto de Veracruz proclamándose mediador de la paz. Después de confrontar algunas escaramuzas, las fuerzas dirigidas por Anastasio Bustamante y Antonio López de Santa Anna firmaron un armisticio el 11 de diciembre. La guerra civil en el resto del país fue concluyendo al extenderse la noticia. El 24 de diciembre se firmaron los Convenios de Zavaleta en los cuales se estableció que Gómez Pedraza sería reconocido como presidente de la República y que ejercería el puesto hasta el 1 de abril de 1833.